# Bradford (Maine)
Bradford es un pueblo ubicado en el condado de Penobscot en el estado estadounidense de Maine. En el Censo de 2010 tenía una población de 1.290 habitantes y una densidad poblacional de 12,09 personas por km².

## Geografía
Bradford se encuentra ubicado en las coordenadas 45°5′18″N 68°54′24″O / 45.08833, -68.90667. Según la Oficina del Censo de los Estados Unidos, Bradford tiene una superficie total de 106.67 km², de la cual 106.67 km² corresponden a tierra firme y (0%) 0 km² es agua.

## Demografía
Según el censo de 2010, había 1.290 personas residiendo en Bradford. La densidad de población era de 12,09 hab./km². De los 1.290 habitantes, Bradford estaba compuesto por el 96.43% blancos, el 0.78% eran afroamericanos, el 0.85% eran amerindios, el 0.08% eran asiáticos, el 0% eran isleños del Pacífico, el 0.31% eran de otras razas y el 1.55% pertenecían a dos o más razas. Del total de la población el 1.55% eran hispanos o latinos de cualquier raza.